# 國民待遇
國民待遇是国际习惯法中重要的原則，意思是外國人與當地居民有同等的待遇。根據國民待遇，如果一個國家將特定的權利、利益或特權授予自己的公民，它也必須將這些優惠給予處在該國的他國公民。在國際協定的背景下，一國必須向其他締約國的公民提供平等的待遇，這通常指對進入當地市場的進口貨品和本地生產的貨品一視同仁。
雖然國民待遇的安排可對外國人有利，但同時意味着當一國剝奪了本國公民權利，可相應剝奪外國人的權利。因此，國際間出現訴求，要求制定待遇的最低標準，以提供基本的保障，以及容許進入司法程序。「國民待遇」與「待遇的最低標準」之間的衝突通常與「徵收」有關，並反映了工業化和發展中國家之間的角力。許多發展中國家可徵收本國公民的財產，並希望行使相同權力，徵收外國人的財產。
雖然若干有爭議的聯合國大會決議（不具法律約束力）支持國民待遇，但徵收的問題幾乎全部以國家間的條約和私營實體間的契約來處理，而不是依賴國際慣例。
國民待遇只適用於進入當地市場的產品、服務或知識產權項目。因此，海關對進口貨徵收進口稅，沒有對本地生產的產品收取同等的稅，並不是違反了國民待遇。

## 關貿總協定／世界贸易组织
國民待遇是許多世界貿易組織協議的一個組成部分。最惠國待遇與國民待遇是世貿組織貿易法規的基石之一。在三大主要世貿組織協定（關貿總協定、服務貿易總協定和與貿易有關的知識產權協議）中，均有國民待遇原則。
國民待遇是關貿總協定／世界贸易组织一個基本原則，防止在國內稅或其他政府監管方面，在進口貨品和國內生產的商品之間實施歧視。國民待遇原則在以下條款出現：1947年關貿總協定第3條（並以參照形式加入到1994年關貿總協定）；服務貿易總協定第17條；以及與貿易有關的知識產權協議第3條。這貿易規則的目的是防止成員以國內稅或其他規定用作變相關稅。